# Renato Ferreira de Camargo
Renato Ferreira de Camargo (Tatuí, 29 de novembro de 1938 - Tatuí, 20 de novembro de 2012), foi um jornalista, escritor e pesquisador da história do município de Tatuí.
Atuou como investigador da Polícia Civil do Estado de São Paulo até 1991, quando se aposentou. Foi bacharel em ciências jurídicas e sociais pela Fundação Karnig Bazarian (FKB), de Itapetininga. Também foi bacharel em comunicação, com habilitação em jornalismo, pela Uniso (Universidade de Sorocaba).
Foi autor de várias obras: “Memórias de Tatuí” (1997), “Achegas para a História Tatuiense” (1999) e “Almanach Tatuhyense de 1900” (reedição), “Tatuí: Antiga Tatuhy – Coletânea de Fotos”, “História dos Crentes Primitivos da Congregação Cristã no Brasil”, “Ilustres Cidadãos” (2006), “Tatuí Capital da Música” (2006) e “Cronologia Tatuhyense – Volume 1” (2008) – estes três realizados junto com o filho Christian.
Recebeu diversas honrarias, incluindo o título de "Cidadão emérito" concedido pela Câmara Municipal de Tatuí em 1998 e o Mérito "Gonçalves Ledo", considerado a mais alta honraria da maçonaria paulista.
Morreu aos 73 anos vítima de câncer na Santa Casa de Misericórdia de Tatuí (SP) e o seu corpo foi sepultado no cemitério “Cristo Rei”, no mesmo município.

## Museu da imagem e do som "Jornalista Renato Ferreira de Camargo"
O Museu da Imagem e do Som – MIS Tatuí, equipamento de cultura e turismo da Prefeitura de Tatuí foi criado pela Lei Municipal 5.286 de 5 de setembro de 2018 tendo como sede antigo prédio do matadouro municipal. Em 12 de dezembro de 2002, o projeto de lei 082/2022 do vereador João Éder Alves Miguel foi aprovado e o MIS recebeu o nome de "Jornalista Renato Ferreira de Camargo".